# ورزش سه‌گانه

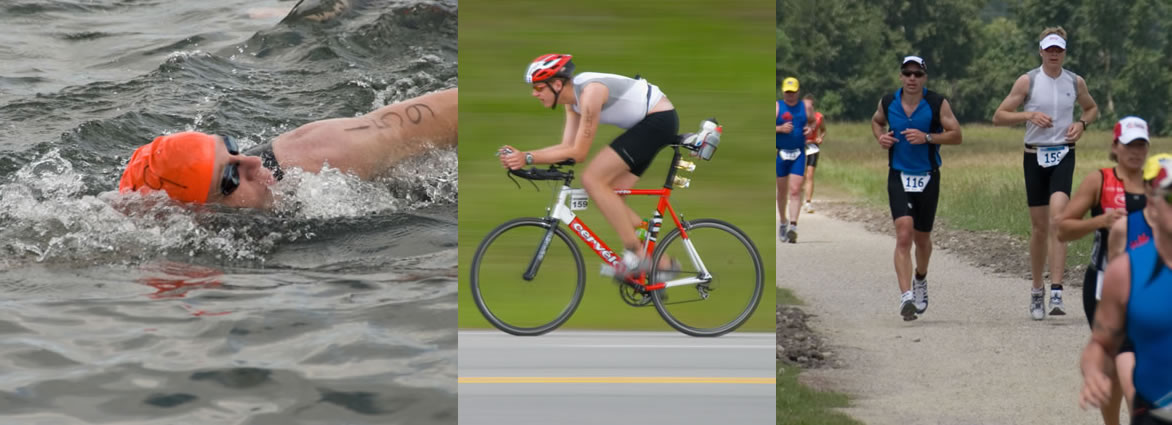
سه قسمت تریاتلون: شنا، دوچرخه‌سواری و دو

سه‌گانه (ترای‌اتلون) (به انگلیسی: Triathlon) یک ورزش ترکیبی است که شرکت‌کنندگان در آن با انجام سه ورزش شنا، دوچرخه سواری و دویدن در پنج مرحله پی درپی در مسافت‌ها و محیط‌های مختلف با یکدیگر رقابت می‌کنند. مراحل مسابقه شامل شنا، منطقه انتقال اول، دوچرخه‌سواری، منطقه انتقال دوم و دویدن می‌باشد. مسافت هر یک از این مرحله‌ها بسته به نوع مسابقه تغییر می‌کند.

## معرفی این رشته ورزشی
سه‌گانه یک ورزش منحصربه‌فرد است. این ورزش تطبیقی، فراگیر و انعطاف‌پذیر است. افراد، در هر گروه سنی، با توانایی‌ها و پیش‌زمینه‌های متفاوت می‌توانند در سه‌گانه شرکت کنند و در این ورزش بر «به پایان رساندن در مقایسه با برنده شدن» تأکید می‌شود. چالش، پیشرفت شخصی و یک سبک زندگی سالم تشویق می‌شود. ورزش سه‌گانه یا سه‌گانه که به فرانسوی "triathlon "نگارش می‌شود و در همه کشورها با این نام شناخته می‌شود عبارت است از سه رشته ورزشی به صورت پی در پی و برنده این مسابقات شخصی است که در کوتاهترین زمان ممکن همه مراحل را به اتمام برساند.
رشته ورزشی سه‌گانه یکی از رشته‌های المپیکی می‌باشد که دارای طرفداران زیادی در جهان است که بسیار متنوع و فراگیر است و به عنوان سبکی از زندگی فعال از کودکی تا سالمندی برای همه افراد جامعه قابل استفاده و بهره‌مندی می‌باشد.
تنوع ورزشکاران این رشته را گروهای مختلفی که بر اساس مدت زمان پرداختن به این ورزش و سایر فعالیت‌های روزمره طبقه‌بندی می‌شوند تشکیل می‌دهند که شامل گروه‌های سنی، نخبگان و مردان آهنین می‌شود.
دانش روز ورزشی و علوم کاربردی در حوزه تربیت بدنی و ورزش در این رشته به دلیل تنوع بخش‌های عملکردی و مهارتی بسیار دخیل می‌باشد و به علت دارا بودن سه رشته ورزشی استقامتی در خود و داشتن ماهیت هوازی برای تقویت سیستم‌های قلب و عروق به شدت کاربردی محسوب می‌شود که به دلیل تنوع زیاد بر اساس اصل تنوع تمرینات از رشته‌های تک سازنده خود موثرتر و جذابتر می‌باشد.

## تاریخچه سه‌گانه
نخستین مسابقه سه‌گانه در شهریور ۱۳۰۰ در فرانسه برگزار شد و آن را «مسابقه ۳ ورزش» نامیدند و شامل ۳ بخش دوچرخه سواری (۷ کیلومتر) دومیدانی (۵ کیلومتر) شنا (۲۰۰ متر) بود. گرچه این حرکت ورزشی برای ۵۰ سال متوقف شد اما سرانجام در سال ۱۳۵۱ شروع آن به شکل ورزش دوگانه در میان سایر ورزشها دیده شد. در آن سال شخصی به نام دیوید پین به مناسبت پنجاهمین سال تولدش این مسابقات را که شامل دو و شنا بود ترتیب داد.
اولین سه‌گانه ثبت شده در سن دیگو، کالیفرنیا در تاریخ ۲ مهر ۱۳۵۳ انجام شده‌است. آن توسط باشگاه دوومیدانی سن دیگو به عنوان جایگزینی برای سخت‌گیری‌های تمرینی در پیست انجام شد.. در جنوب کالیفرنیا عده ای دوست در کنار همدیگر شروع به تمرین کردند، در میان آنها ورزشکارانی از سه رشته ورزشی دو و میدانی، شنا و دوچرخه سواری دیده می‌شدند. دو نفر از اعضای این گروه به نام جک جانسون و شاناهان دون در ۳ مهر ۱۳۵۳ تصمیم به برگزاری مسابقاتی از ترکیب سه ورزش ذکر شده کردند. این مسابقه که در میسون بای سن دیگو برگزار شد، شامل یک مسیر ۸٫۵ کیلومتری (۵٫۳ مایلی) دویدن و به دنبال آن ۸ کیلومتر (۵ مایل) دوچرخه‌سواری و حدود ۵۵۰ متر (۶۰۰ یارد) شنا در خلیج بود.
در شروع نگران بودند که تعداد شرکت کنندگان به حد مطلوب نرسد اما در کمال ناباوری ۴۶ ورزشکار در خط شروع درکنار هم قرار گرفتند.
در نخستین دوره‌های این مسابقات ترتیب رشته درست برخلاف آنچه امروز انجام می‌شود، (دویدن- دوچرخه‌سواری و شنا) بود. در سال ۱۹۷۸ یک افسر نیروی دریایی ارتش آمریکا به نام جان کولینز زیرشاخه‌ای از ورزش‌های سه‌گانه را معرفی کرد. او که خود شناگر و دونده‌ای خوب بود، اخبار مسابقات دوچرخه‌سواری را هم دنبال می‌کرد و معتقد بود دوچرخه‌سواران ورزشکارانی قوی و توانمند هستند به همین علت تصمیم گرفت در ادامه حرکت ۴ سال قبل نوع دشوارتری از ورزش سه‌گانه را ارائه دهد که آن را ایرون‌من (مردان آهنین) نامید. در نخستین دور این رقابت‌ها ۱۵ نفر شرکت کردند که تنها ۱۲ نفر آنان موفق شدند به خط پایان برسند.
آغاز حضور رشته سه‌گانه را در بازی‌های المپیک، عده‌ای سال ۱۹۰۴ می‌دانند که ترکیبی از سه ورزش پرش، پرتاپ وزنه و دو ۱۰۰ متر در آن برگزار شده‌است، اما سه‌گانه ای که امروزه می‌شناسیم با آنچه در آن بازی‌ها اتفاق افتاده‌است بسیار متفاوت است؛ با این حال شکل کنونی سه‌گانه در سال ۱۹۹۴ در کنگره کمیته بین‌المللی المپیک در پاریس رسماً به برنامه بازی‌های المپیک تابستانی اضافه شد.
سه‌گانه اولین رویداد المپیکی خود را رسماً در بازی‌های المپیک تابستانی سیدنی در سال ۲۰۰۰ میلادی با ماده استاندارد که شامل ۱۵۰۰ متر شنا، ۴۰ کیلومتر دوچرخه سواری و ۱۰ کیلومتر دویدن بود انجام داد و این درحالی‌است که بریژیت مک ماهون[10] از سوئیس و سایمون وایتفیلد از کانادا اولین مدال‌های طلای المپیک تاریخ این ورزش را بدست آوردند و در ادامه گسترش فعالیت‌های المپیکی سه‌گانه، ماده مختلط تیمی امدادی به بازی‌های المپیک توکیو اضافه شد و مقرر گردید که تعداد سری مدال‌های توزیعی به سه دسته مردان، زنان و تیمی مختلط ارتقاء یابد. همچنین پارالمپیک ریو اولین باری بود که پاراترای‌اتلون وارد بالاترین سطح ورزش معلولین جهان شد و در سه دسته کلی از معلولیت‌ها برای خانم‌ها و آقایان رویداد برگزار نمود که شامل معلولیت‌های قطع عضو، معلولیت‌های نخاعی و نابینایان می‌باشد.
طبق آمار رسمی کمیته بین‌المللی المپیک، رشته سه‌گانه در صدر پر تماشاگرترین رویدادهای المپیک لندن ۲۰۱۲ و چهارمین رشتهٔ ورزشی پرطرفدار در المپیک ریو ۲۰۱۶ اعلام شده‌است.
در حال حاضر علاوه بر رشته سه‌گانه استاندارد و اسپرینت سه رشته دیگر به نام آکواتلون، دئواتلون و ترای‌اتلون زمستانی مسابقات جهانی خود را با برنامه‌ریزی منظم و منسجمITU انجام می‌دهند و ماده آکوااتلون که شامل دو، ترنزیشن اول، شنا، ترنزیشن دوم و دو می‌باشد از سال ۲۰۱۹ در اولین دوره بازی‌های ساحلی جهان قرار گرفته‌است که پیشتر نیز در بازی‌های ساحلی قاره‌ها این رشته وجود داشته‌است.
اتحادیه بین‌المللی سه‌گانه (ITU)، در تاریخ ۱ آوریل ۱۹۸۹، در اولین کنگره ITU در آوینیون فرانسه تأسیس شد. در مجموع ۳۰ فدراسیون ملی در اولین کنگره شرکت کردند و مقدمات لازم برای برگزاری اولین مسابقات قهرمانی جهان در شهر اوینیون در اوت ۱۹۸۹ را فراهم کردند. در این جلسه مسافت المپیک با ۱۵۰۰ متر شنا، ۴۰ کیلومتر دوچرخه‌سواری و ۱۰ کیلومتر دویدن تعیین شد.
سه‌گانه از ابتدای فعالیت خود در سن دیگو به سرعت رشد کرد و طی چند سال به یکی از سریع‌ترین ورزش‌های رو به رشد در سراسر جهان تبدیل شد. کمیته بین‌المللی المپیک (IOC) متوجه رشد سریع این ورزش شد و بحث برای گنجاندن سه‌گانه در برنامه بازی‌های المپیک را در سال ۱۹۸۸ آغاز کرد. سپس خوان آنتونیو سامارانچ، رئیس IOC، در آن سال با هدف قرار دادن هرچه سریع‌تر سه‌گانه در بازی‌های المپیک، جلسه‌ای را در استکهلم ترتیب داد که در آن جلسه، لس مک‌دونالد[16] کانادایی به عنوان رئیس کمیته کاری سه‌گانه و استور جوناسون سوئدی نیز به عنوان دبیر انتخاب شدند.
از زمان تأسیس در آوینیون، ITU دفتر مرکزی خود در ونکوور کانادا را تا اول ژانویه سال ۲۰۱۴، زمانی که به لوزان سوئیس، خانه IOC و سایر فدراسیون‌های بین‌المللی نقل مکان کرد، حفظ کرد. از زمان تأسیس آن، ITU رشد یافته و بیش از ۱۷۰ فدراسیون ملی وابسته در سراسر جهان را شامل می‌شود. ITU سری مسابقات جام جهانی را از سال ۱۹۹۱ آغاز کرد و ۱۱ مسابقه در هشت کشور برگزار کرد. سری‌های جهانی سه‌گانه Dextro Energy (الان با نام سری‌های جهانی سه‌گانه ITU-WTS) به عنوان سری مسابقات برتر سطح ITU در سال ۲۰۰۹ ایجاد شد و هشت مسابقه را در هشت کشور مختلف برگزار می‌نماید.
ماریسول کاسادو اسپانیایی به عنوان دومین رئیس ITU در نوامبر سال ۲۰۰۸ انتخاب شد. او در فوریه سال ۲۰۱۰ در دوازدهمین جلسه IOC در شهر ونکوور (خانه ITU) به عضویت IOC درآمد.

## تاریخچه سه‌گانه(ترای اتلون) در ایران
از سال ۱۳۸۰ این رشته به عنوان کمیته ورزش سه‌گانه در زیر مجموعه فدراسیون دو و میدانی شروع به فعالیت نمود و در سال ۱۳۸۲ به عنوان انجمن ورزش سه‌گانه کشور به کنفدراسیون سه‌گانه آسیا معرفی سپس در سال ۱۳۸۵ آقای محمد علی صبور به عنوان سرپرست فدراسیون ورزش سه‌گانه منصوب و در بیست و سوم آبان ماه ۱۳۸۵  به عنوان رئیس فدراسیون ورزش سه‌گانه جمهوری اسلامی ایران انتخاب گردید و در خرداد ۱۳۸۶  به کنفدراسیون سه‌گانه آسیا به عنوان بیست و یکمین عضو آن کنفدراسیون (ASTC) اضافه گردید.
انتخابات ریاست فدراسیون سه‌گانه ایران در سال ۱۳۹۲ و ۱۳۹۶ نیز با انتخاب مجدد آقای محمدعلی صبور انجام گردید که در آبان ماه ۱۳۹۷ به دلیل قانون منع به‌کارگیریی بازنشستگان دوره ریاست دوازده ساله ایشان به اتمام رسید و دومین رئیس فدراسیون سه‌گانه ایران در اسفند ماه سال ۱۳۹۷ آقای دکتر مهدی گودرزی عضو هیات علمی دانشگاه پیام نور انتخاب شد که طی سالهای ۱۳۹۳ تا ۱۳۹۷ به مدت ۴ سال به عنوان نایب رئیس در فدراسیون سه‌گانه ایران فعالیت داشته بود.
با شروع فعالیت آقای مهدی گودرزی به عنوان رئیس در این ورزش، طی برگزاری مجمع عمومی سالیانه فدراسیون در سال ۱۳۹۸ اقدام به تغییر نام این رشته از ورزش سه‌گانه به ترای اتلون که نام اصلی این ورزش است، نمود و از مرداد ماه آن سال با تصویب مجمع لوگو جدید همراه با تغییر نام این ورزش در کشور با عنوان فدراسیون ترای اتلون ایران معرفی شده‌است.
از دیگر اقدامات مهم حضور دکتر گودرزی در فدراسیون ترای اتلون، تاسیس و راه اندازی پاراترای اتلون برای معلولین کشور بود که امکان فعالیت این گروه از ورزشکاران را در بازی های پارالمپیک را فراهم کرده است و با این اقدام به عنوان یازدهمین فدراسیون ملی دارای حق رای به مجمع عمومی پارالمپیک ایران راه یافته اند.
شایان ذکر است در سال ۱۴۰۱ در انتخابات کمیته ملی المپیک ایران دکتر مهدی گودرزی رییس فدراسیون ترای اتلون ایران عضو هیات اجرایی کمیته ملی المپیک شده اند، همچنین ایشان عضو کمیته اعتبارنامه در ترای اتلون جهانی و عضو هیات رییسه کنفدراسیون ترای اتلون آسیا می باشند که افتخار بزرگی برای ایران محسوب می گردد.
در حال حاضر تقریباً همه استان‌های کشور دارای نمایندگی این ورزش تحت عنوان هیئت استانی ترای اتلون می‌باشند که با پرورش و اعزام ورزشکاران در مسابقات قهرمانی کشور، وظیفه ترویج و توسعه ماده‌ها و رشته‌های مختلف زیر مجموعه ترای اتلون را در کشور به عهده دارند و سالانه به‌طور منظم مسابقات قهرمانی کشور در مواد استاندارد و اسپرینت، ایندور ترای اتلون، وینتر ترای اتلوت، دئواتلون و اکواتلون برگزار می‌گردد.

## انواع اصلی شاخه‌های ورزش سه‌گانه

### اکواتلون
این شاخه از دویدن و شنا کردن تشکیل می‌شود، که در پنج مرحله شامل دویدن، منطقه انتقال اول، شنا، منطقه انتقال دوم و دویدن انجام می‌شود و نخستین رویداد آن در سال ۱۹۹۸ انجام شد.

### دئواتلون
این شاخه از دویدن و دوچرخه سواری تشکیل می‌شود، که در پنج مرحله شامل دویدن، منطقه انتقال اول، دوچرخه سواری، منطقه انتقال دوم و دویدن انجام می‌شود

### وینتر ترای‌اتلون (سه‌گانه زمستانی)
این شاخه از دو صحرانوردی، دوچرخه کوهستان و اسکی صحرانوردی تشکیل می‌شود، که در پنج مرحله شامل دویدن، منطقه انتقال اول، دوچرخه سواری، منطقه انتقال دوم و اسکی انجام می‌شود.

### سایر شاخه‌ها
در رشته سه‌گانه مسابقات تیمی امدادی مختلط که از دو مرد و دو زن هر تیم جهت اجرای مسافت‌های بسیار کوتاه و سرعتی به صورت تک نفره برای همه مراحل و امدادی به نفر بعدی عضو تیم برگزار می‌گردد که از مواد المپیکی جهت حضور در بازی‌های المپیک تابستانی توکیو تعیین شده‌است با ساختار شاخه سه‌گانه قلمداد می‌شود. همچنین شاخه‌های کراس سه‌گانه با استفاده از دوچرخه کوهستان موجب پیدایش به بخش کوهستانی دئواتلون و سه‌گانه می‌گردد که همه ساله مسابقات آنها با طرفداران بسیار انجام می‌شود و در نهایت به دلیل اهمیت بخش شنا و دویدن رویدادهایی تحت عنوان اکواران که به جای پنج مرحله در سه مرحله شنا منطقه انتقال و دویدن است برگزار می‌گردد که همه شاخه‌های فوق در چند مسافت اصلی و رده‌های سنی مختلف در مسابقات بین‌المللی برگزار می‌گردد.